# Bataille de Forts Jackson et Saint Philip
Guerre de Sécession
Batailles
Campagne de Port Hudson
- Forts Jackson et St-Philip
- La Nouvelle-Orléans
- Baton Rouge
- 1re Donaldsonville
- Georgia Landing
- Plains Store
- Port Hudson

La bataille des forts Jackson et Saint Philip est une bataille de la campagne du Bas-Mississippi (ou campagne de la vallée du Mississippi) qui se déroula entre le 16 avril et le 28 avril 1862, durant la guerre de Sécession. Elle fut décisive pour le contrôle de La Nouvelle-Orléans. Les deux forts confédérés sur le Mississippi, au sud de la ville, furent attaqués par la marine de l'Union. Une fois ces forts tombés, plus rien ne pouvaient empêcher l'avancée vers La Nouvelle-Orléans, la plus grande ville confédérée.